# Tovačov
Tovačov är en stad i Tjeckien.   Den ligger i regionen Olomouc, i den östra delen av landet, 220 km öster om huvudstaden Prag. Tovačov ligger 203 meter över havet och antalet invånare är 2 605.
Terrängen runt Tovačov är platt.Runt Tovačov är det ganska tätbefolkat, med 230 invånare per kvadratkilometer. Närmaste större samhälle är Přerov, 12,1 km öster om Tovačov. Trakten runt Tovačov består till största delen av jordbruksmark.